# Biserica de lemn din Horezu, Gorj

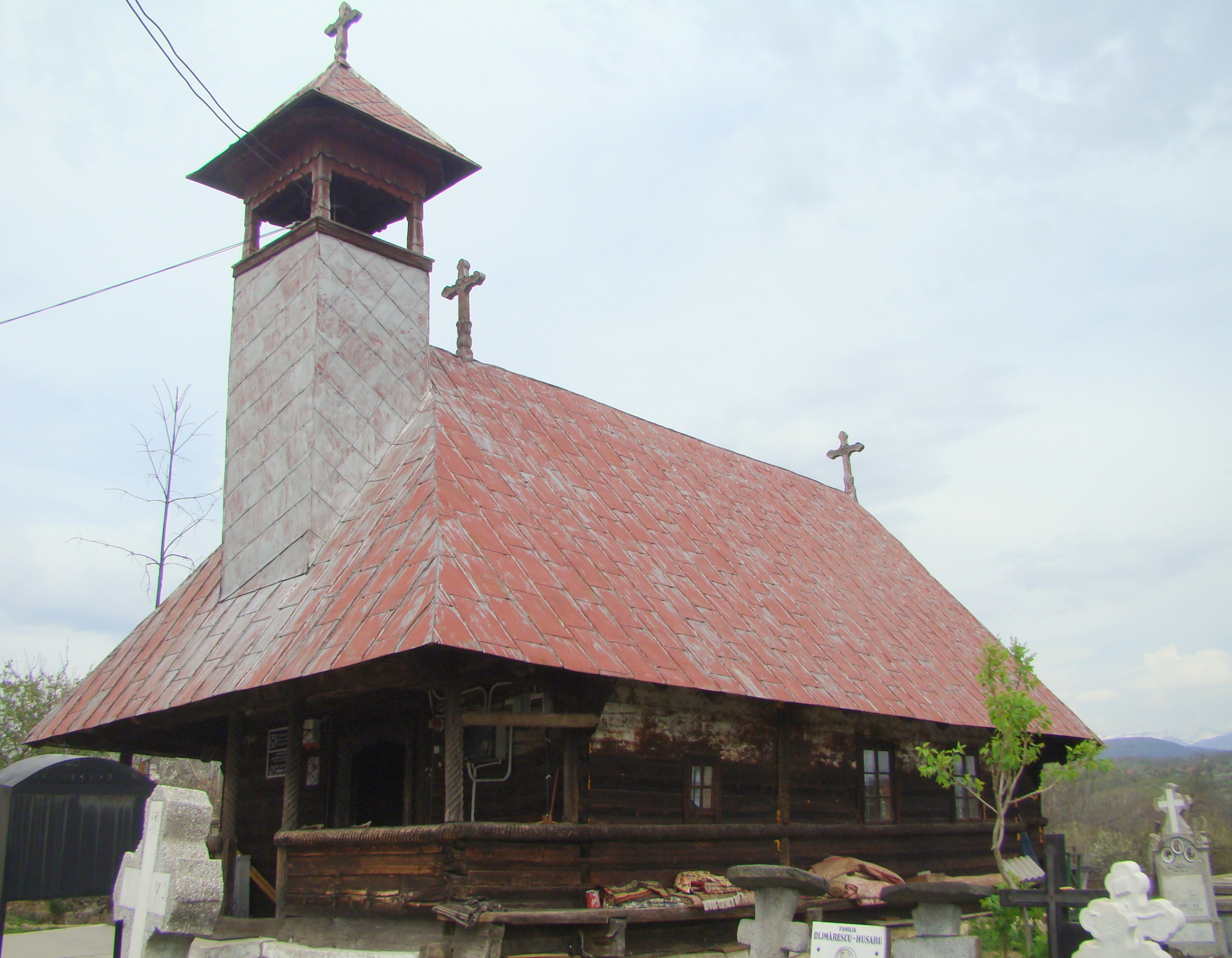
Biserica de lemn „Adormirea Maicii Domnului” din Horezu, comuna Turcinești, județul Gorj, foto: aprilie 2018.

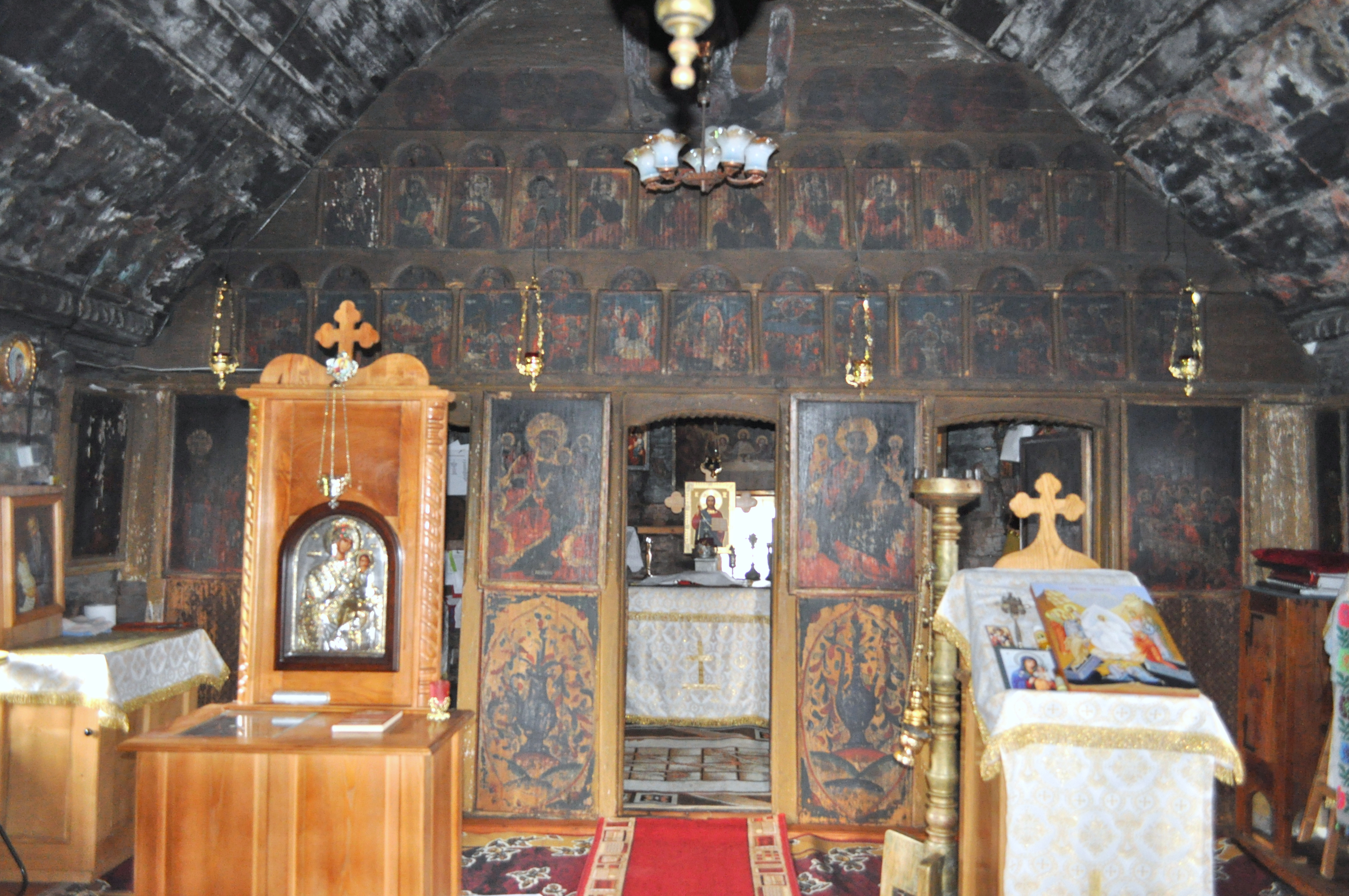
Iconostasul

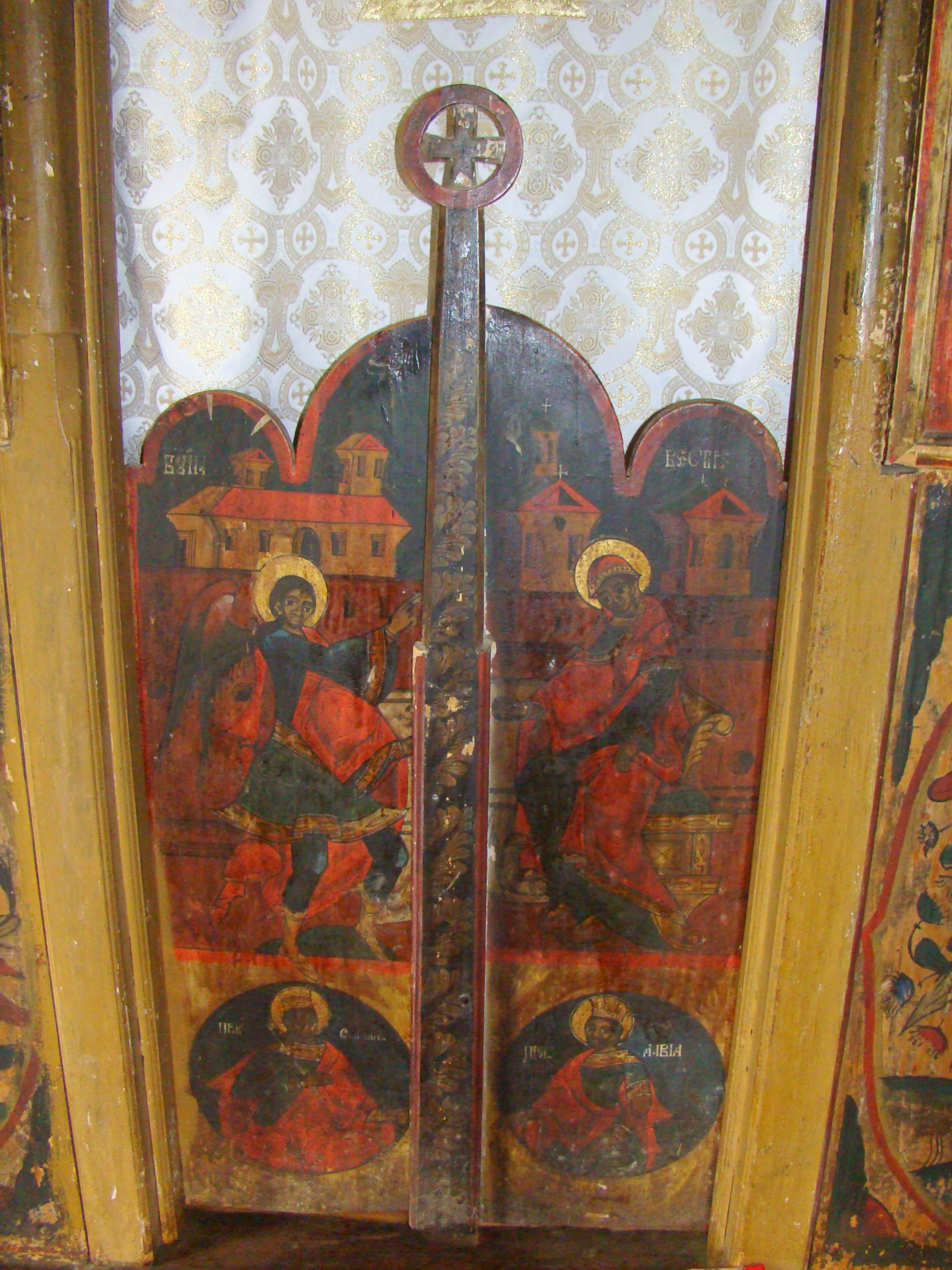
Uşile împărăteşti

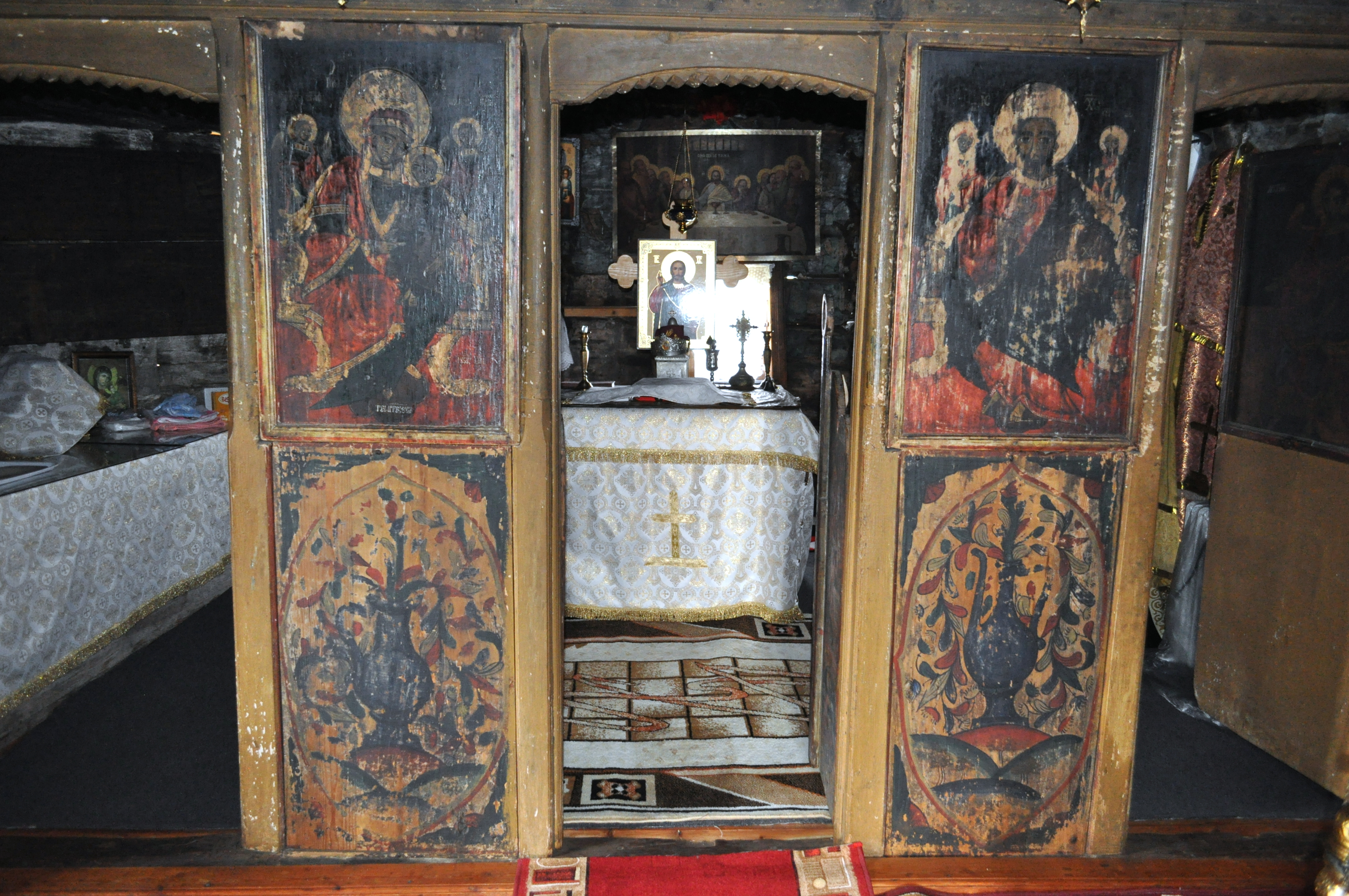
Icoanele împărăteşti

Biserica de lemn din Horezu, comuna Turcinești, județul Gorj, a fost construită în anul 1814. Are hramul „Adormirea Maicii Domnului”. Biserica se află pe noua listă a monumentelor istorice sub codul LMI:  GJ-II-m-B-09314.

## Istoric și trăsături
Biserica are formă de navă, cu un turn-clopotniță deasupra pronaosului și absida altarului nedecroșată, poligonală, cu cinci laturi. Anul construcției este 1814, un lung pomelnic al ctitorilor se află în altar, lângă proscomidie. Biserica păstrează un patrimoniu mobil valoros și fragmente din pictura, grav deteriorată, realizată de Costache Zugravu. Pe fatada sudică se afla portretul ctitorului Dumitru Dijmărescu, înfățișat călare, galopând. Ultimele lucrări majore de renovare au avut loc în anul 1987.

## Imagini din exterior

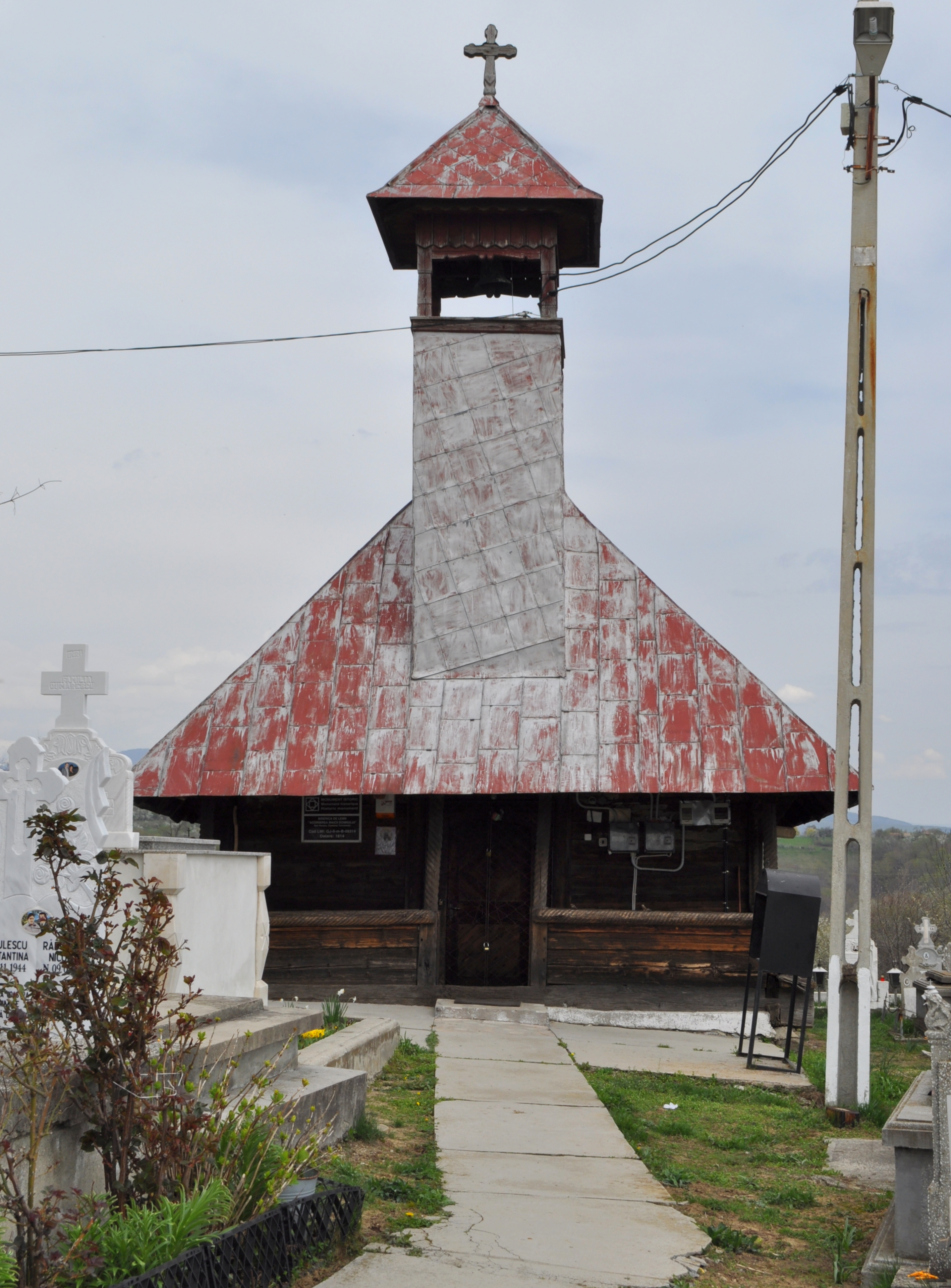
Biserica (vest)
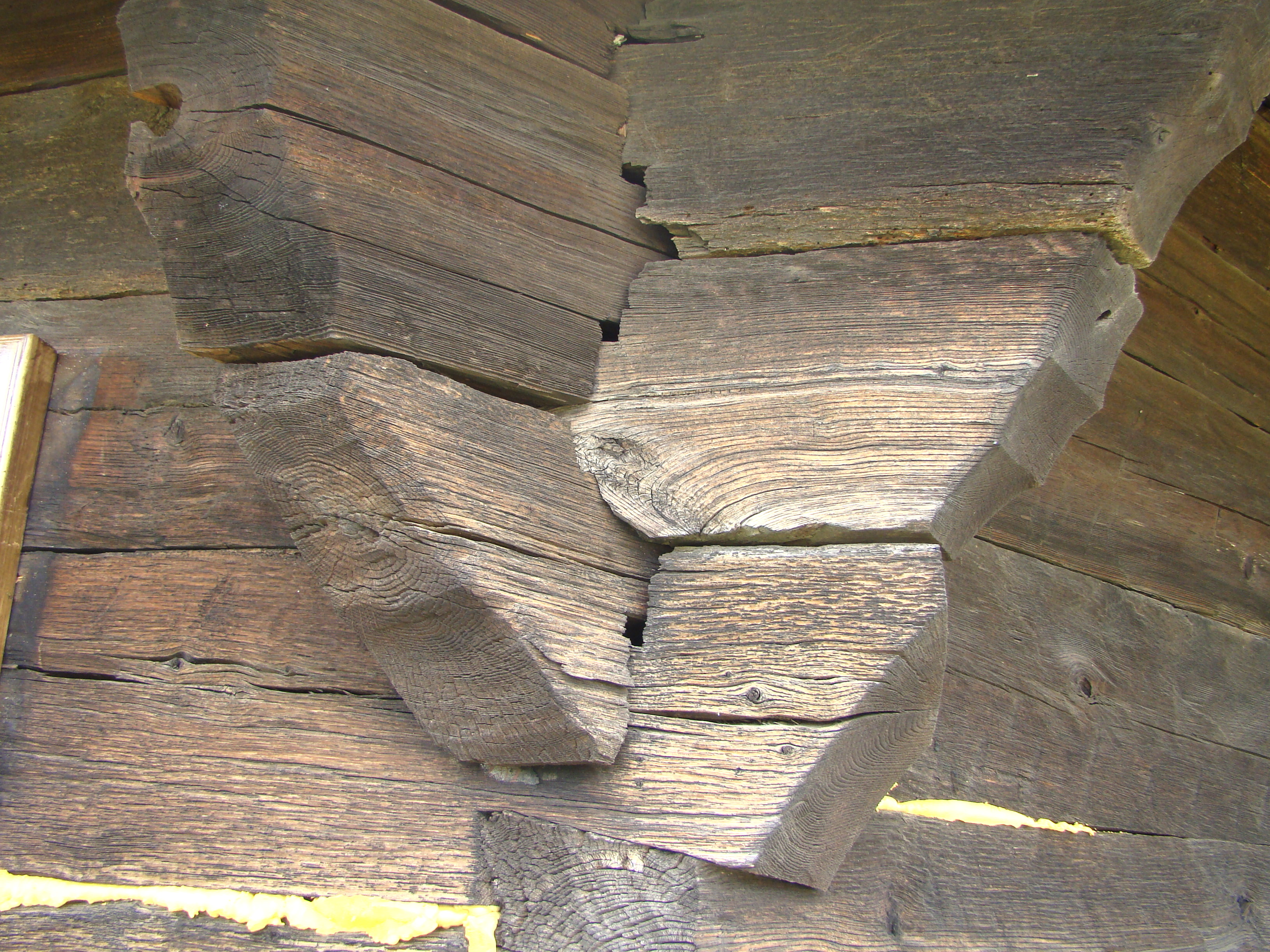
Console
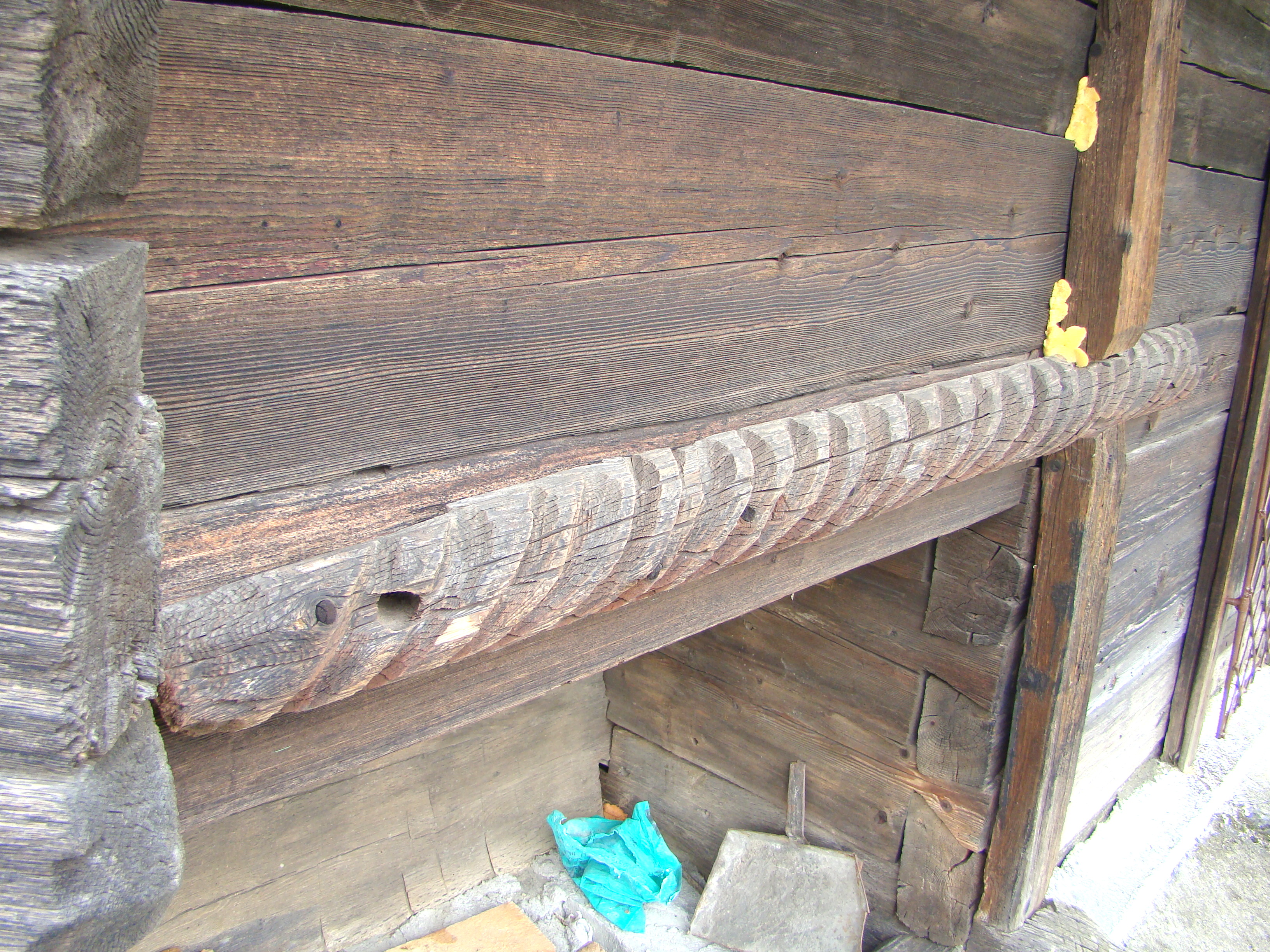
Brâul median
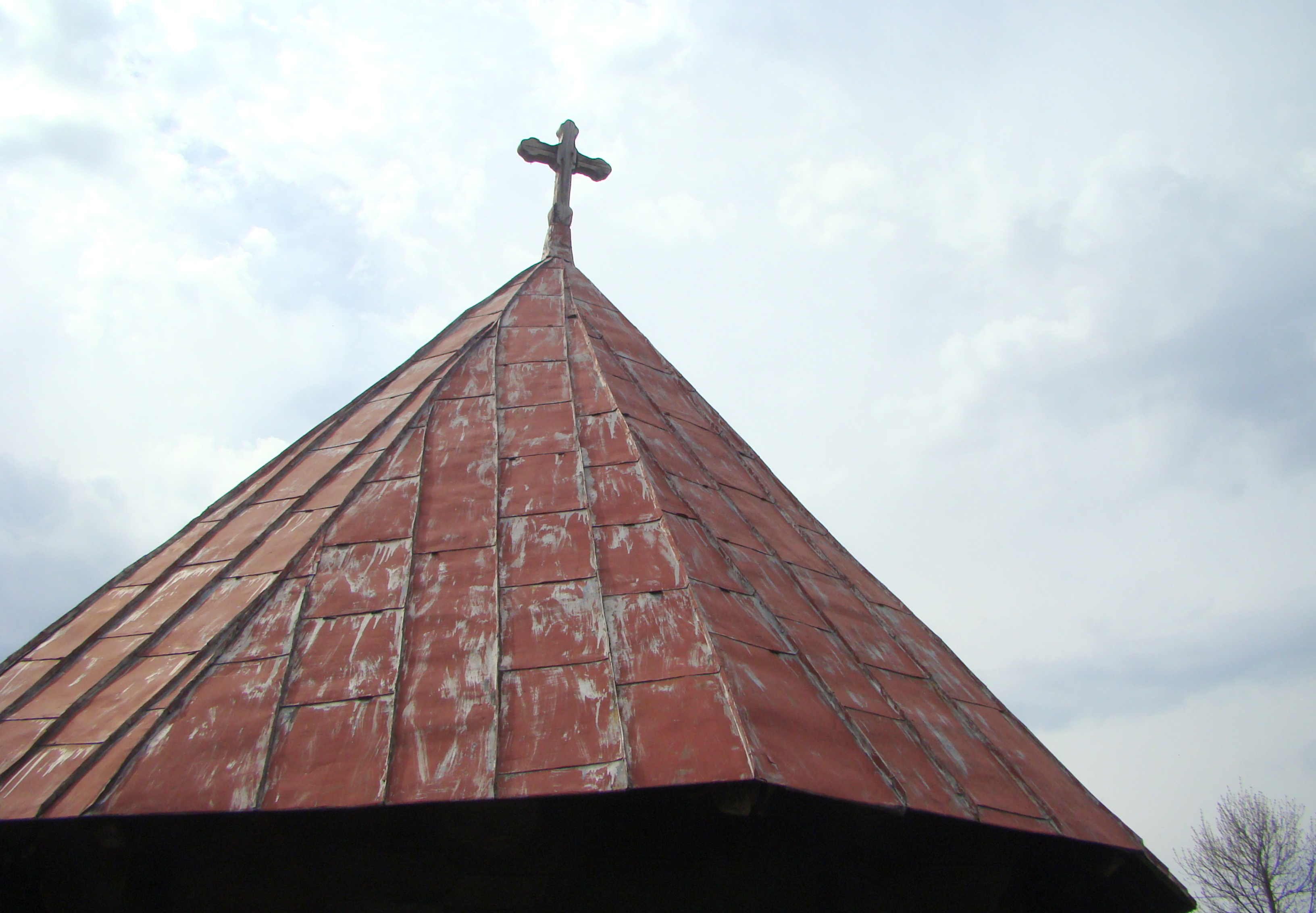
Crucea de pe coamă
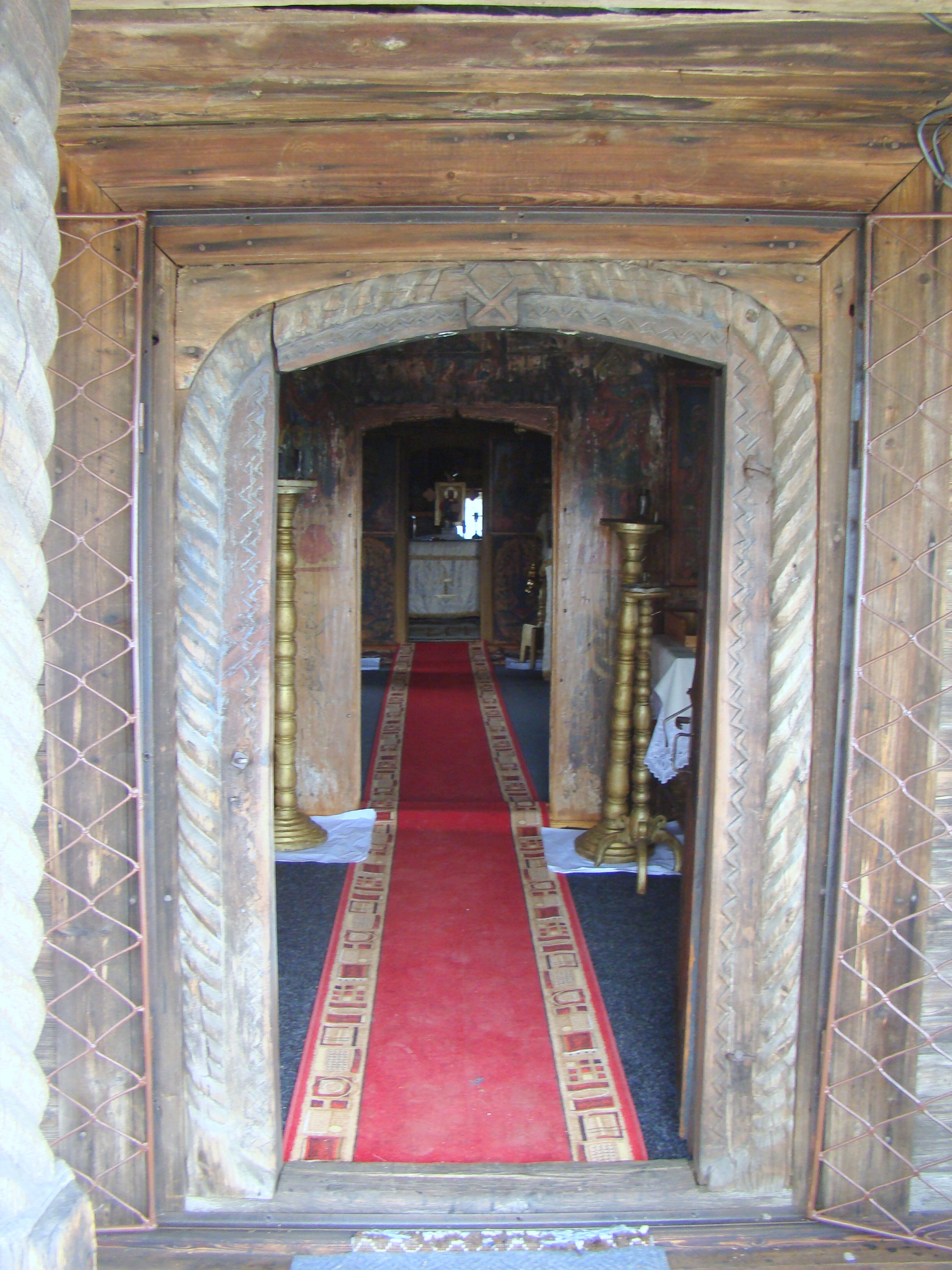
Cele două portaluri
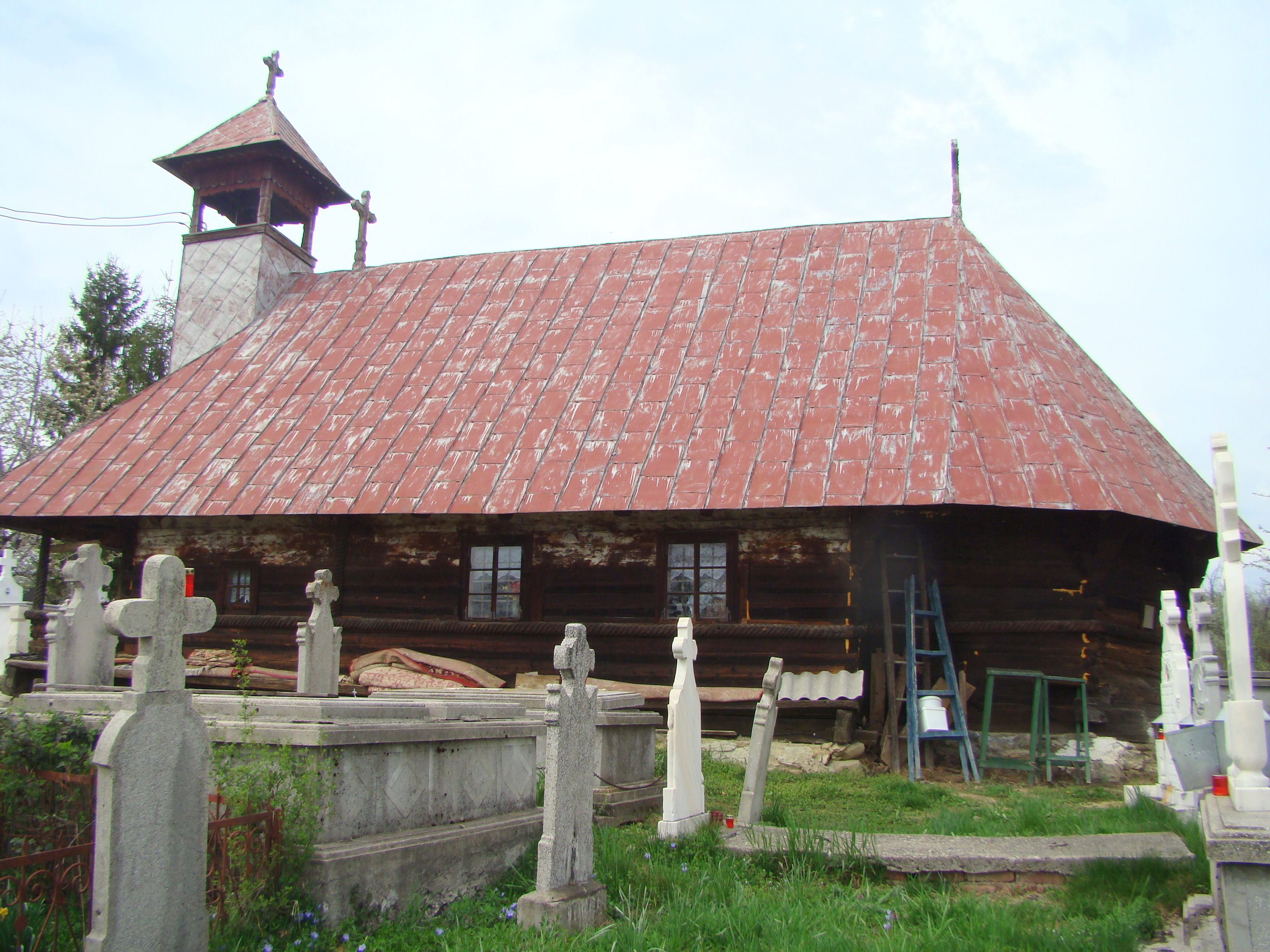
Biserica (sud)
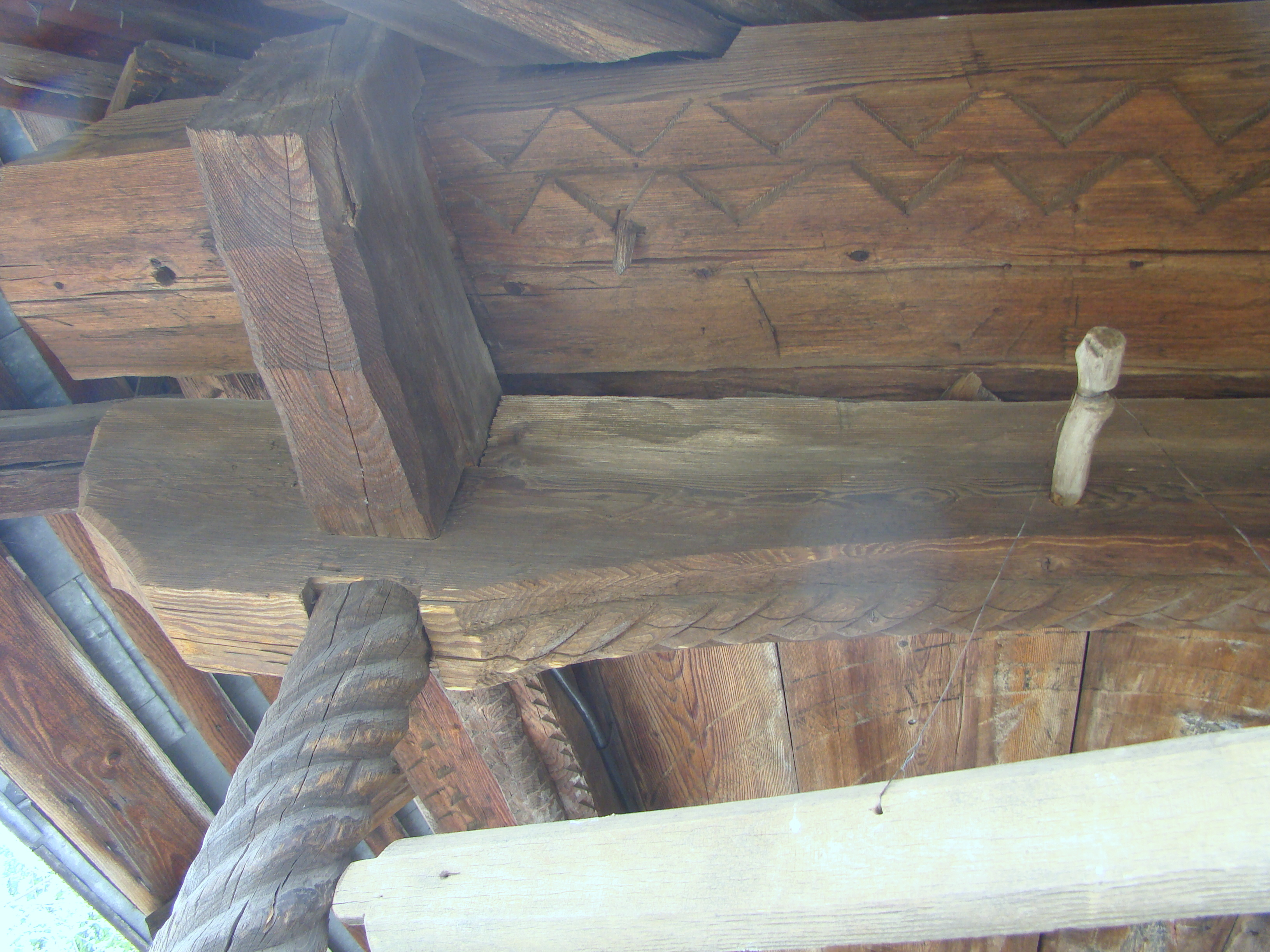
Stâlp şi console la pridvor
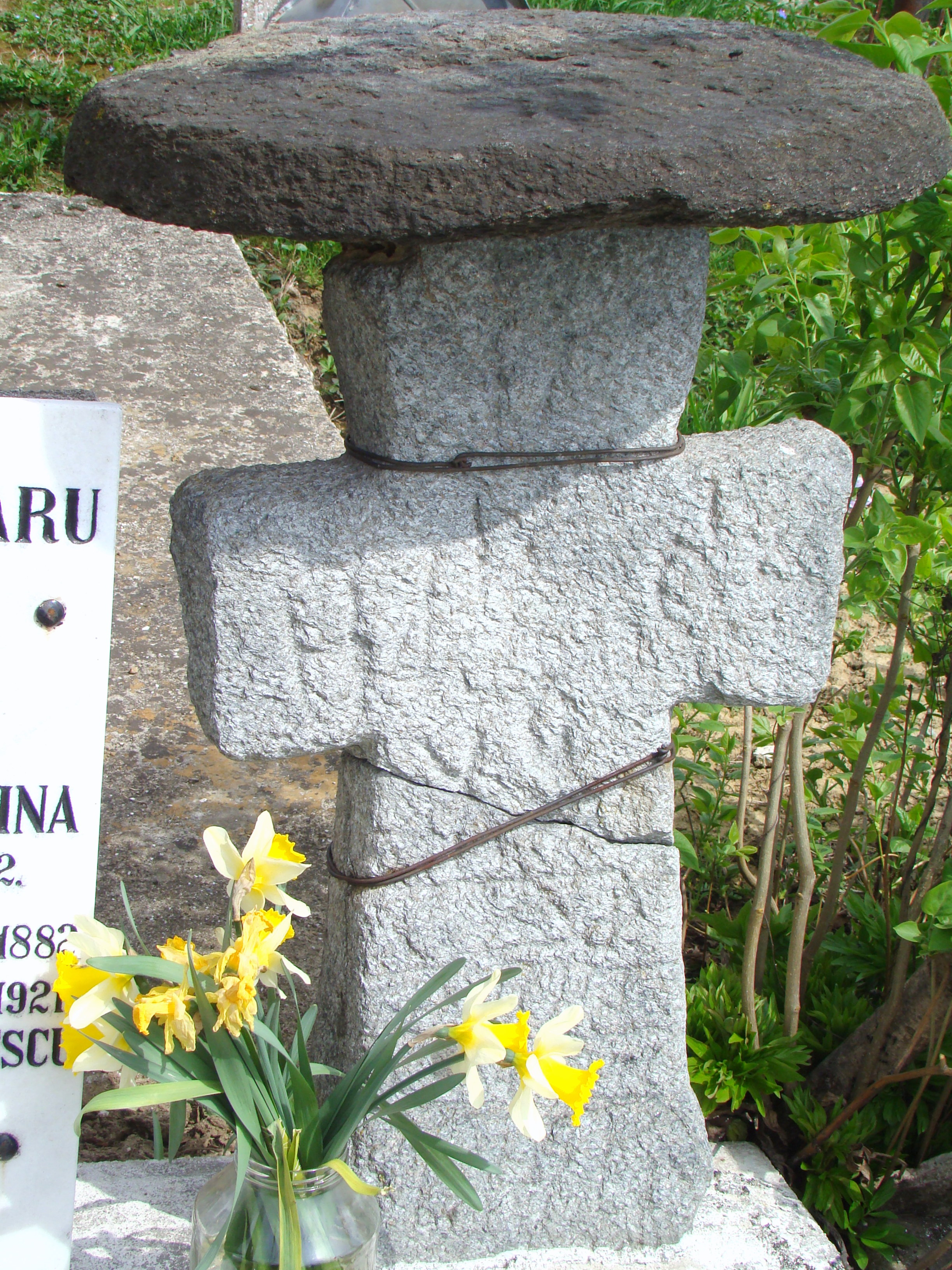
Cruce veche de piatră
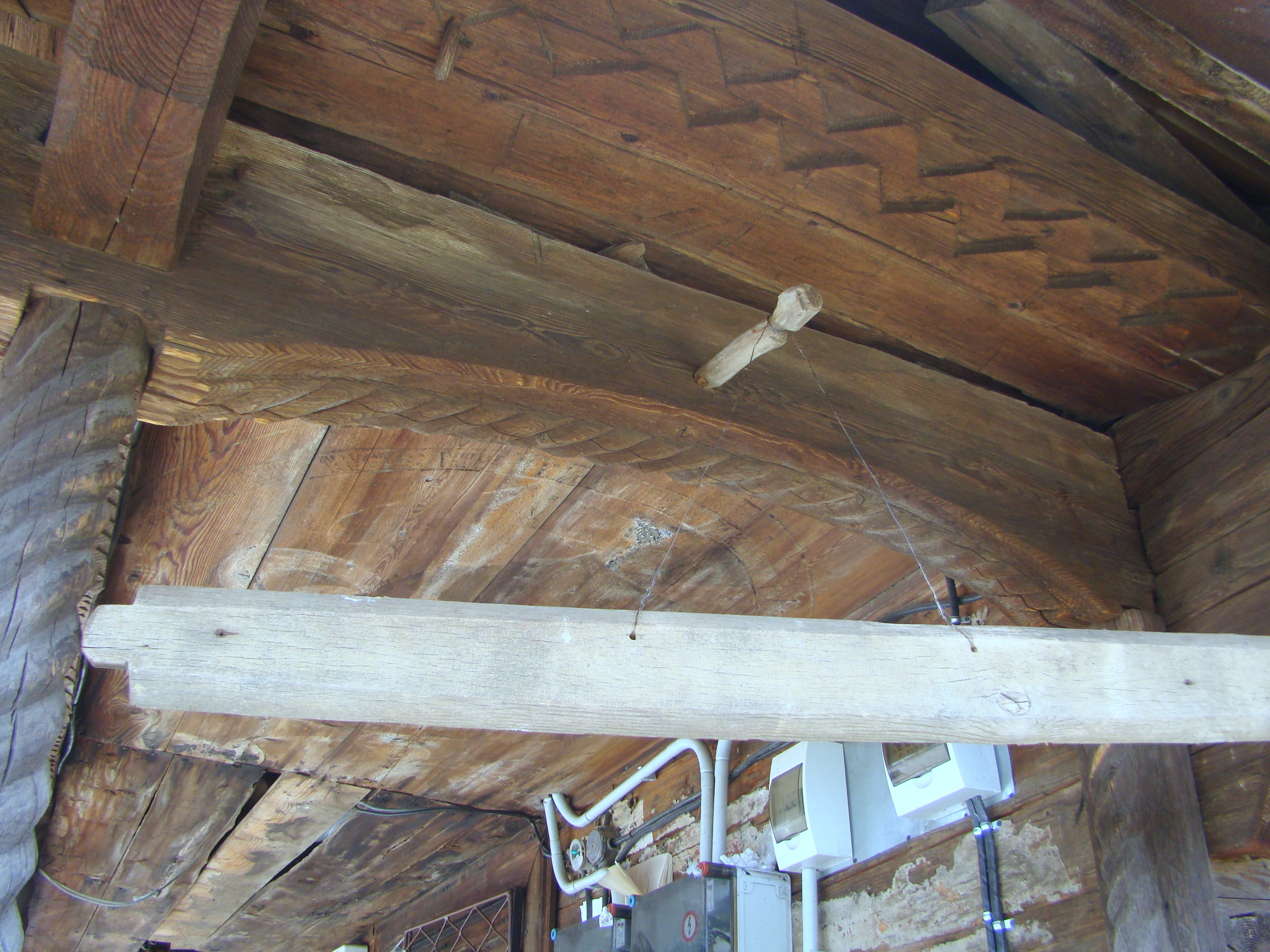
Toaca
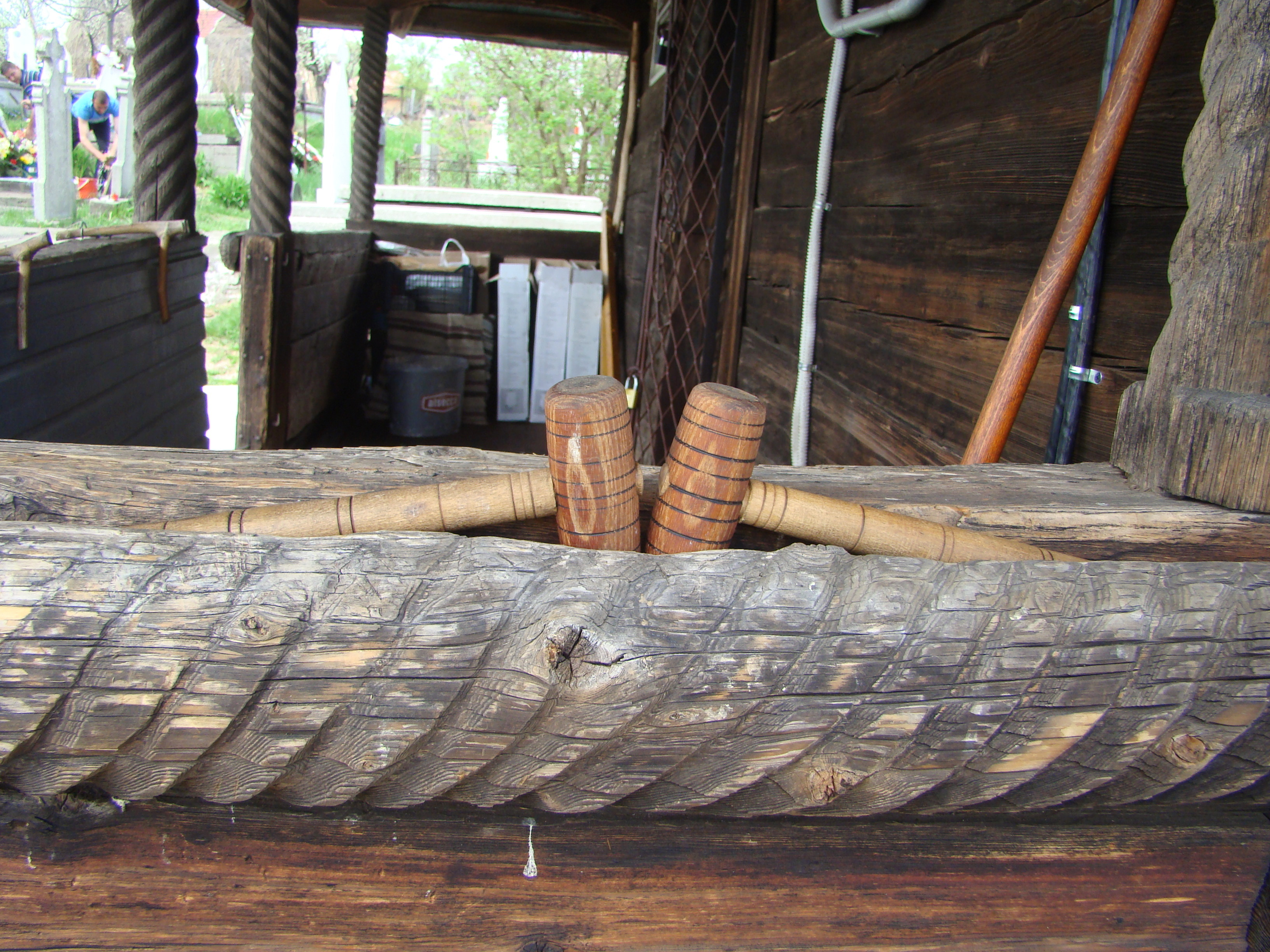
Ciocănelele de la toacă
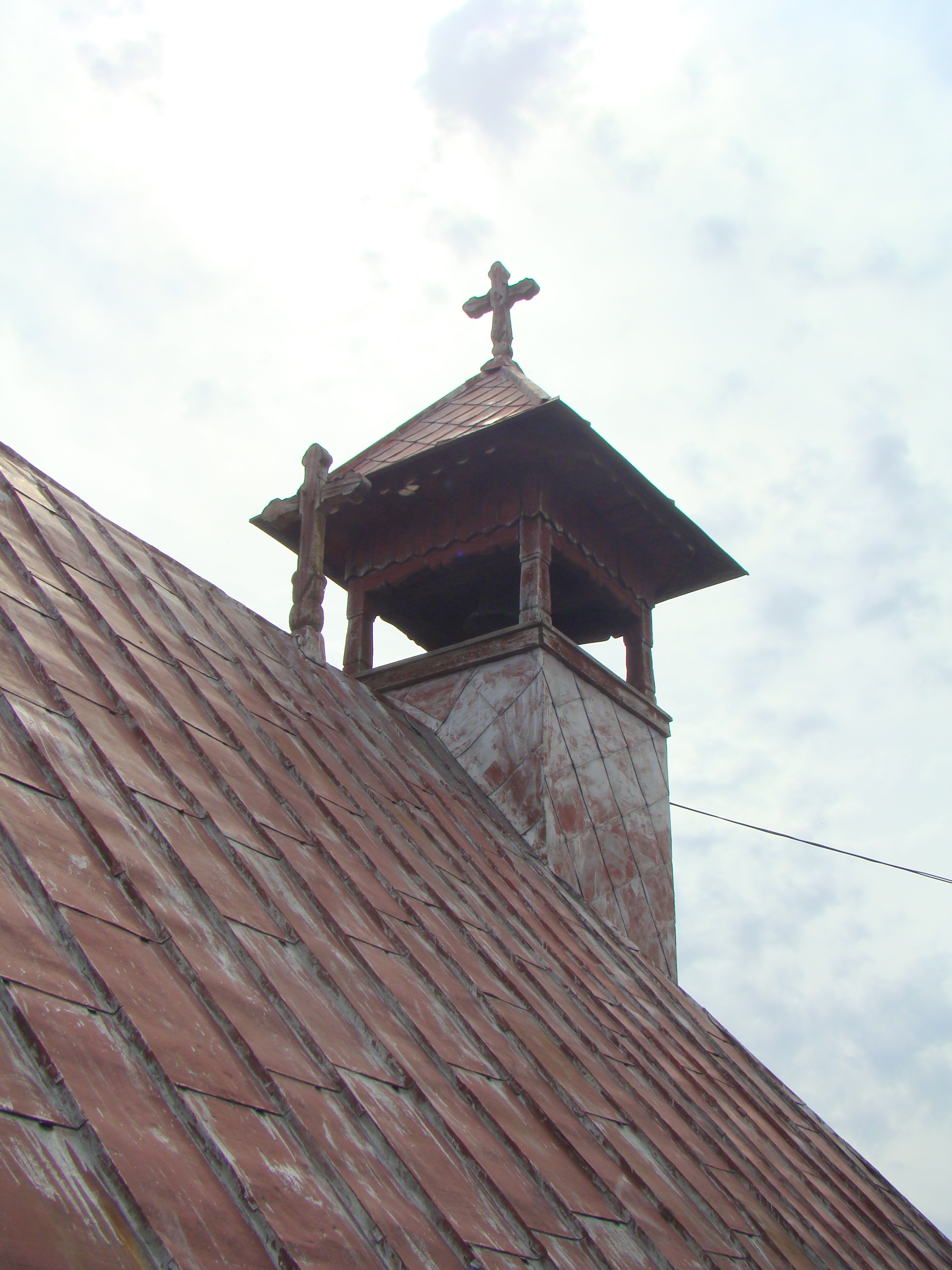
Turnul-clopotniţă
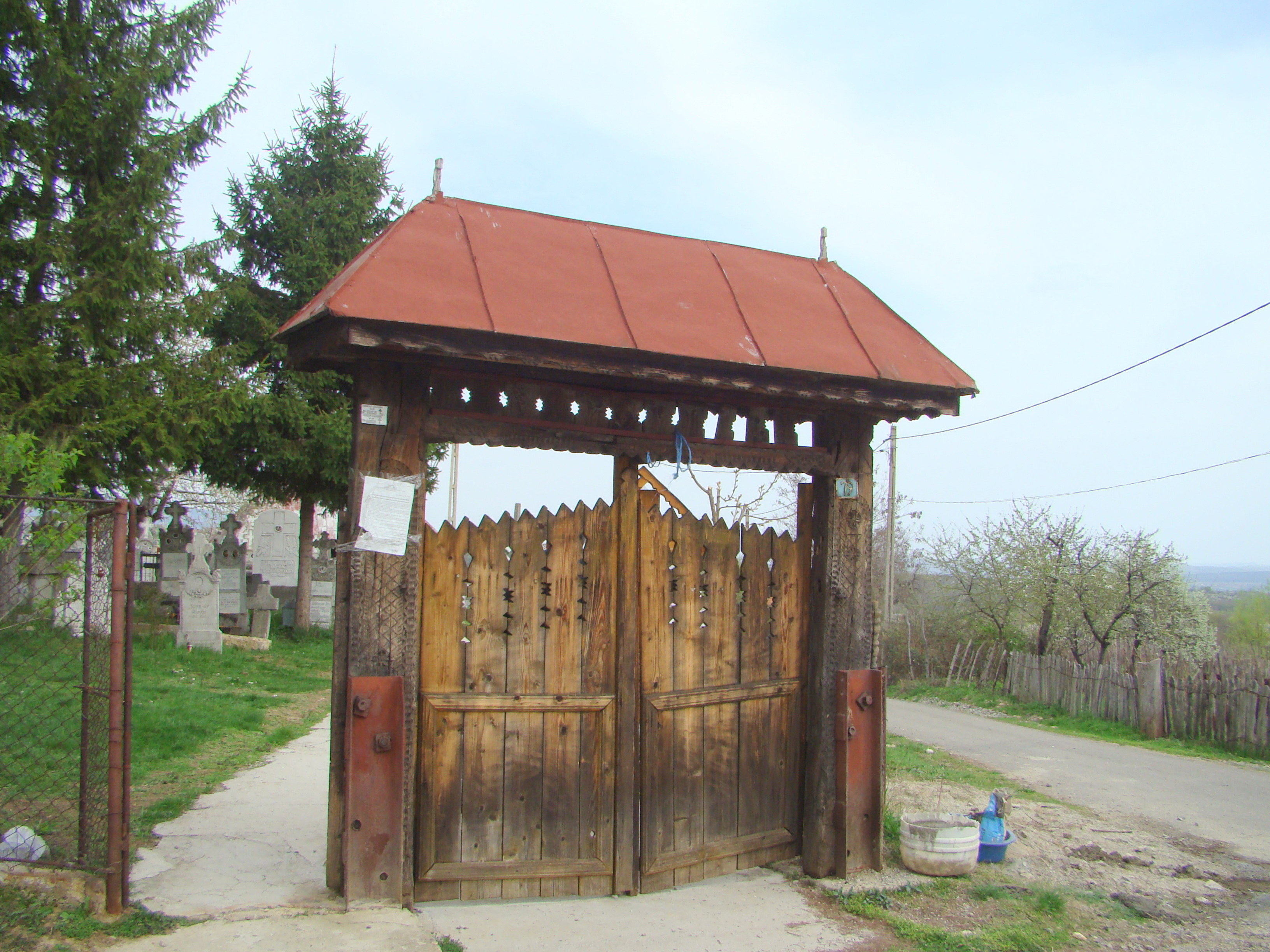
Poarta de la cimitir

## Imagini din interior

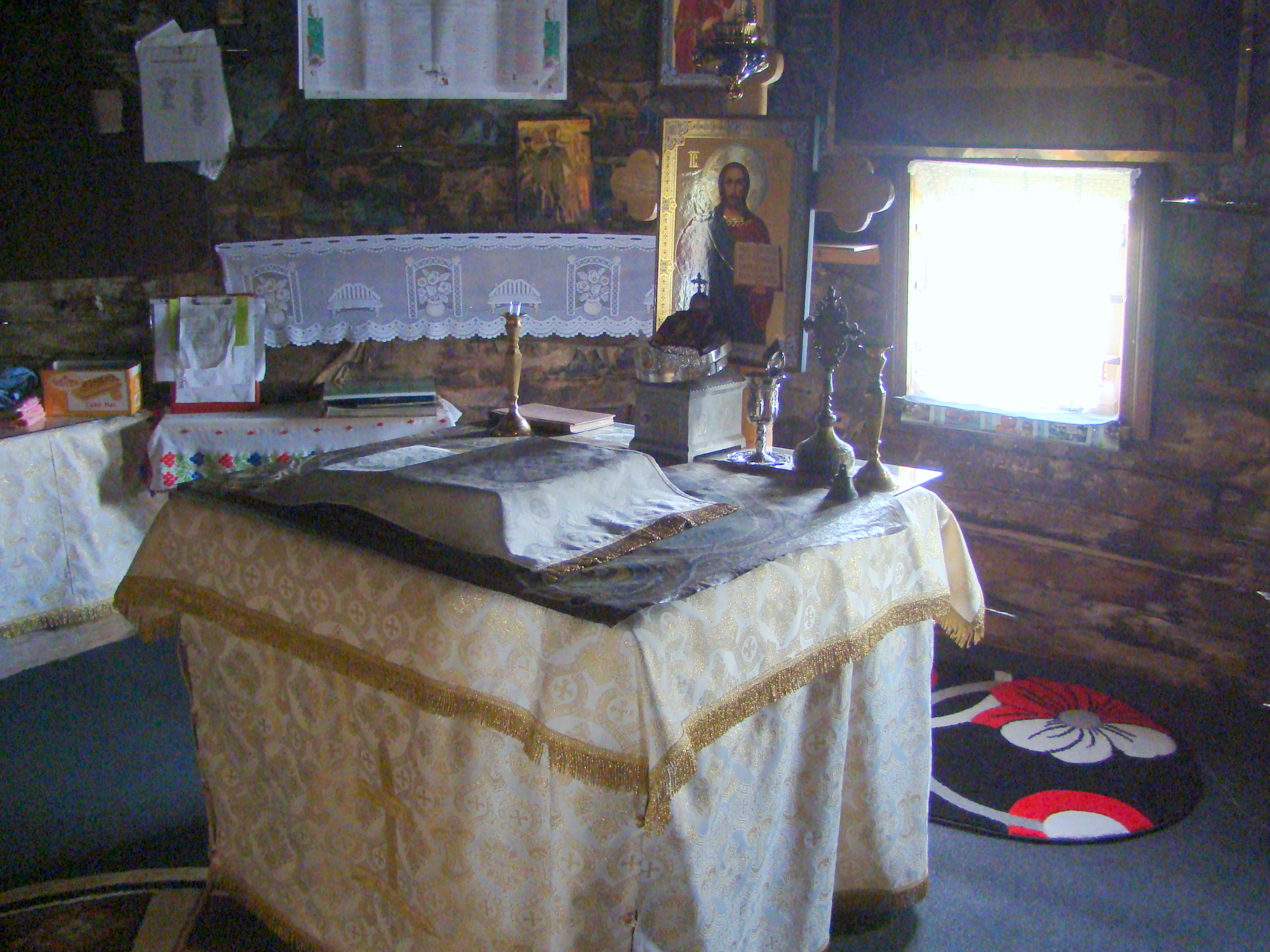
Masa altarului
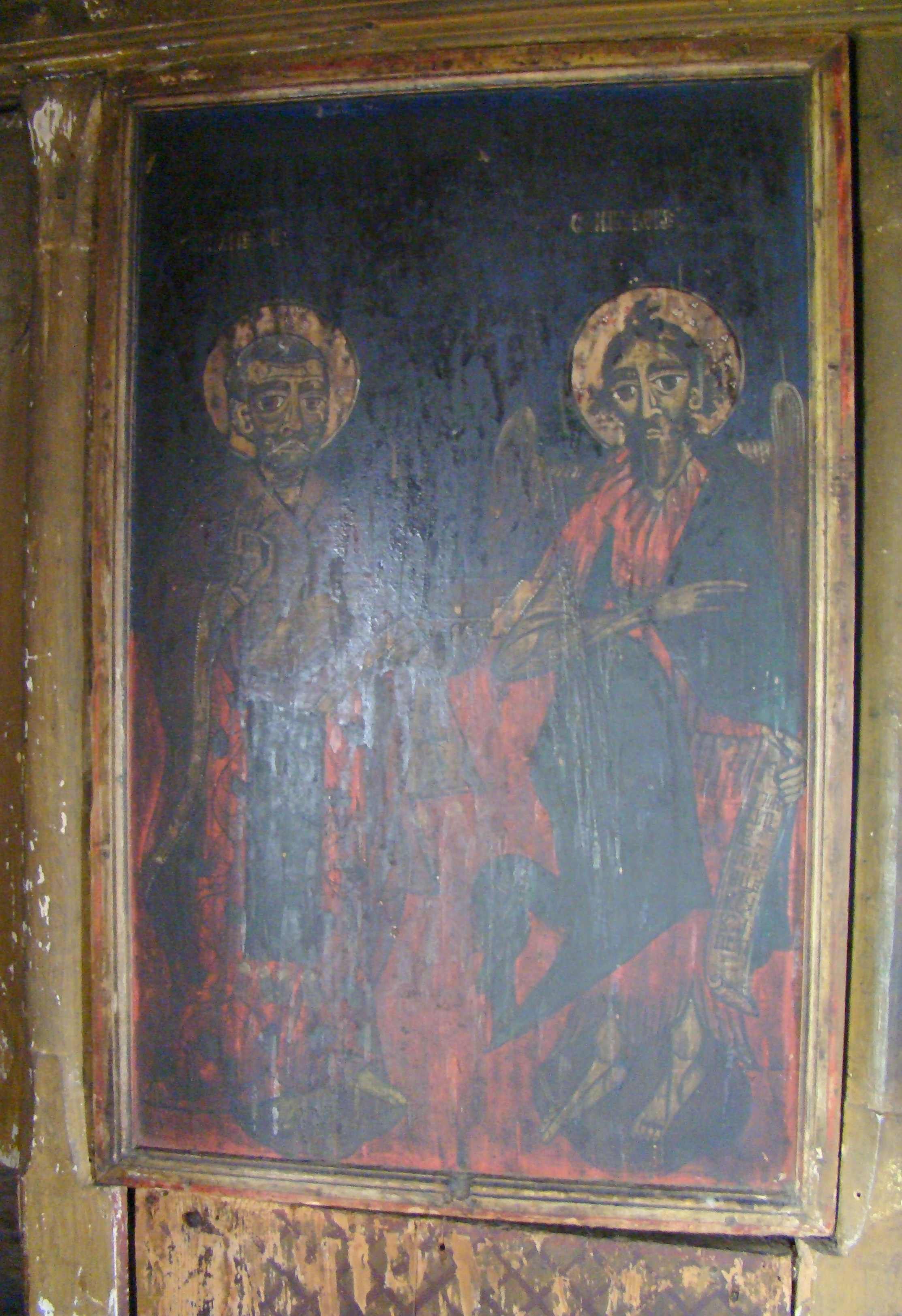
Icoană împărătească
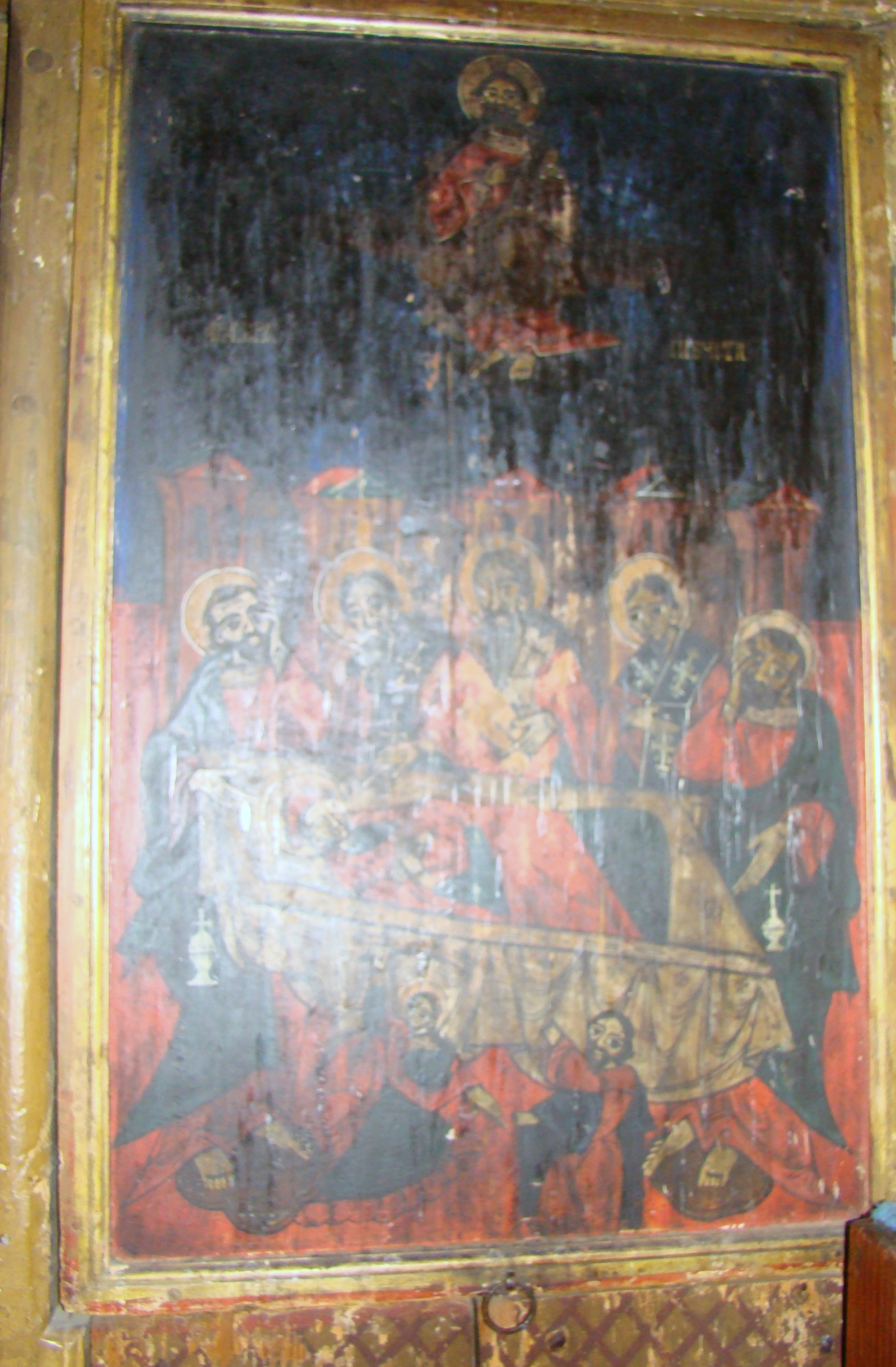
Icoana de hram
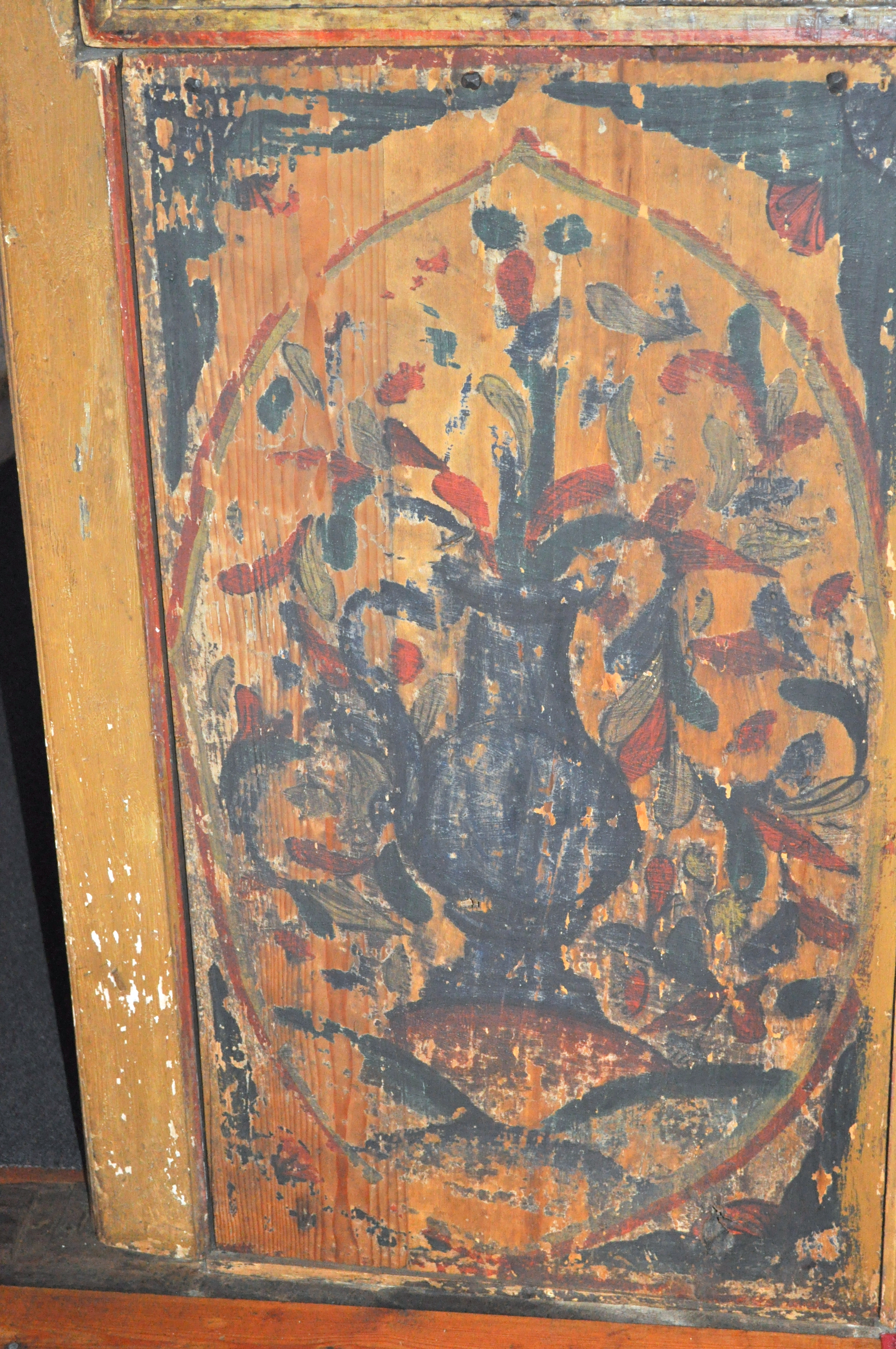
Poală de icoană împărătească
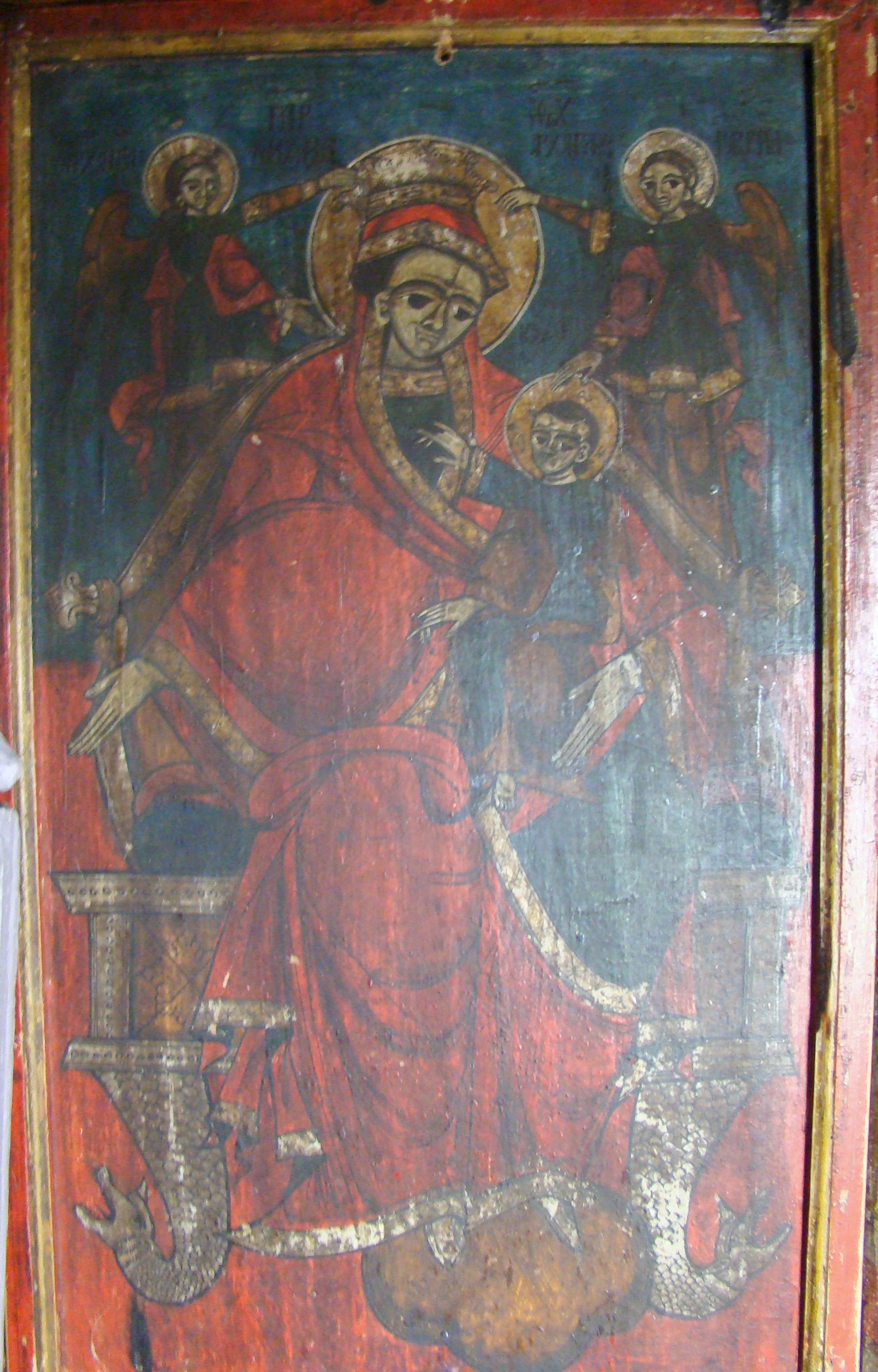
Maica Domnului cu pruncul
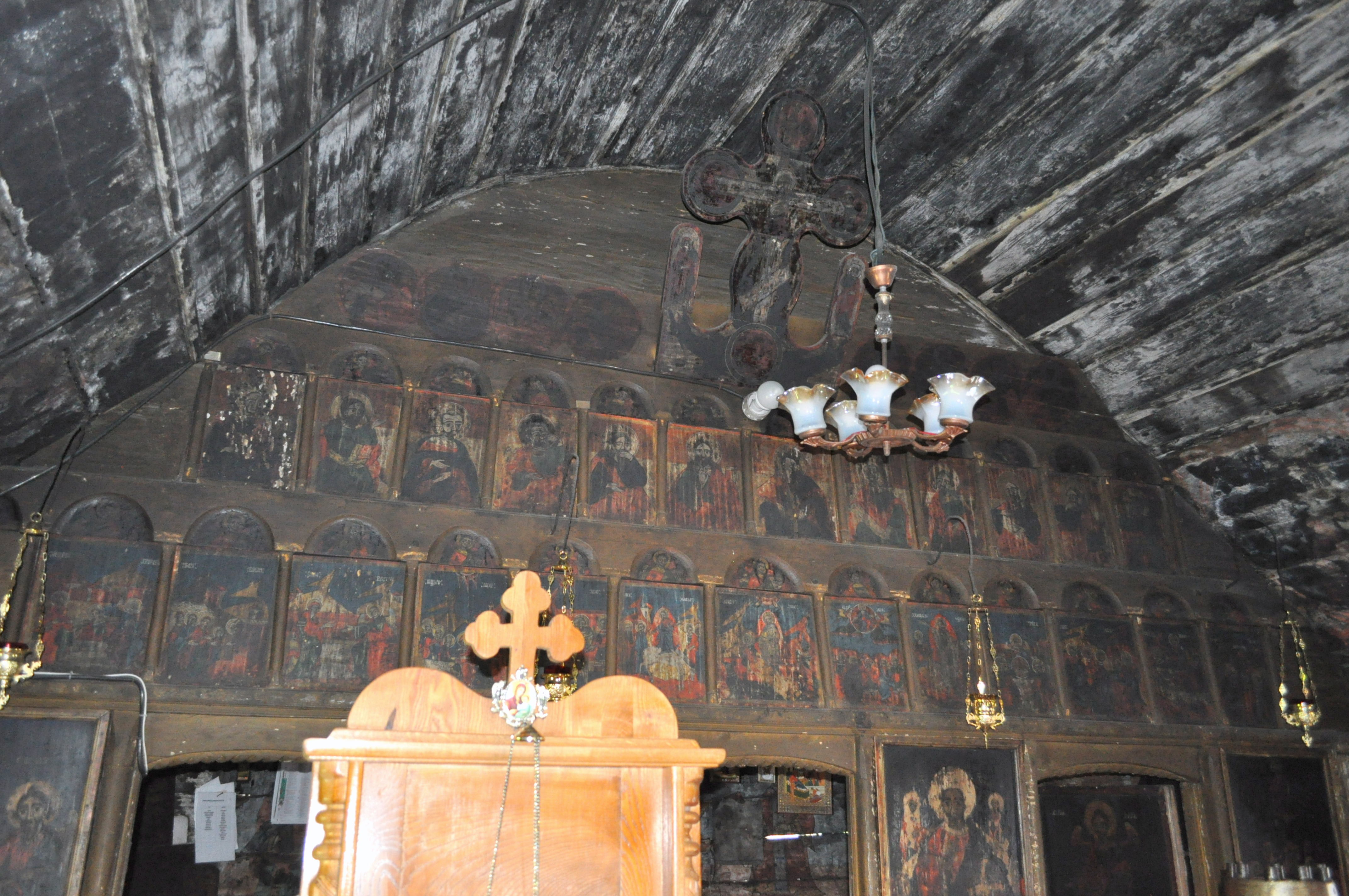
Tâmpla bisericii
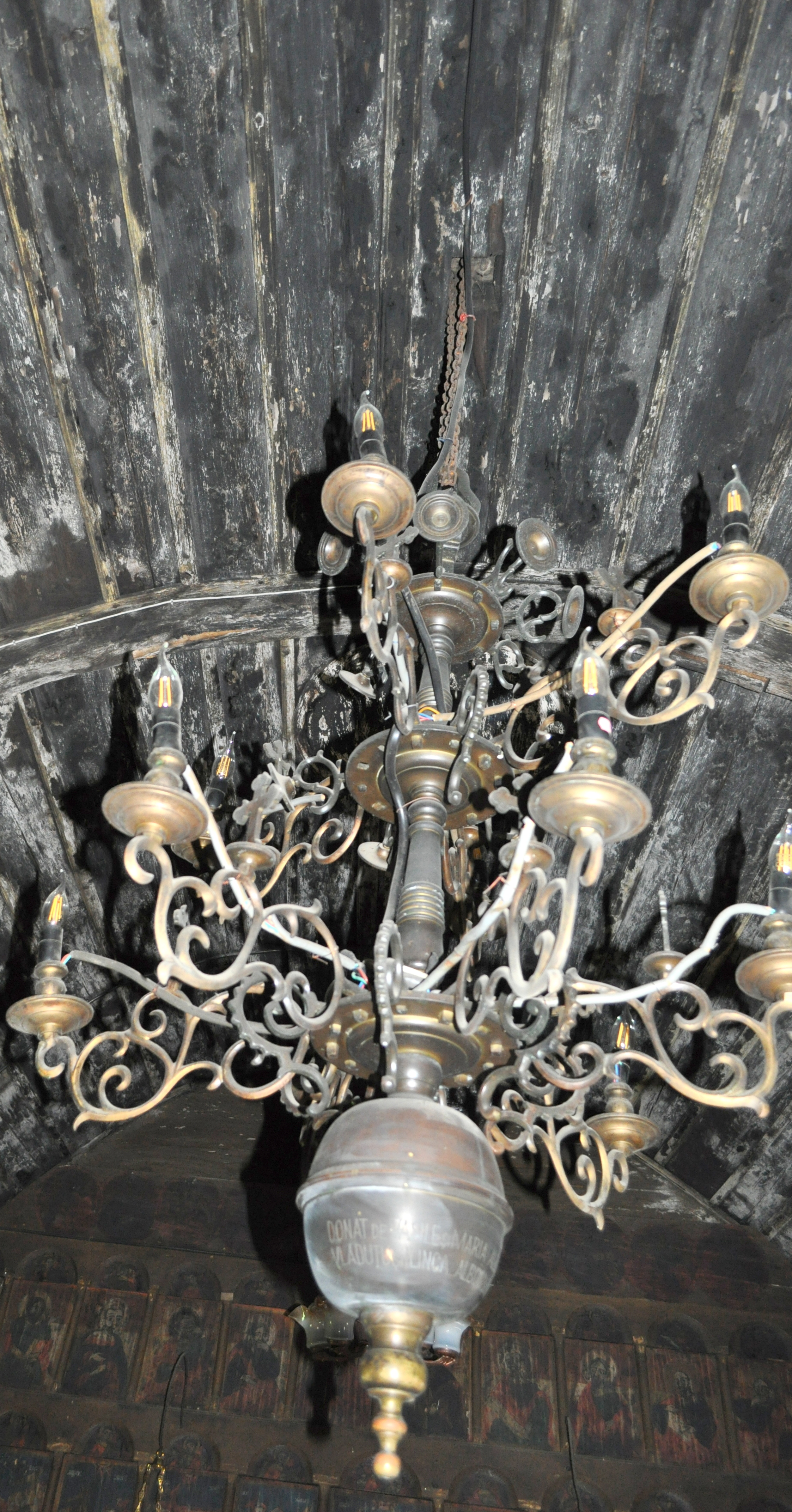
Candelabru
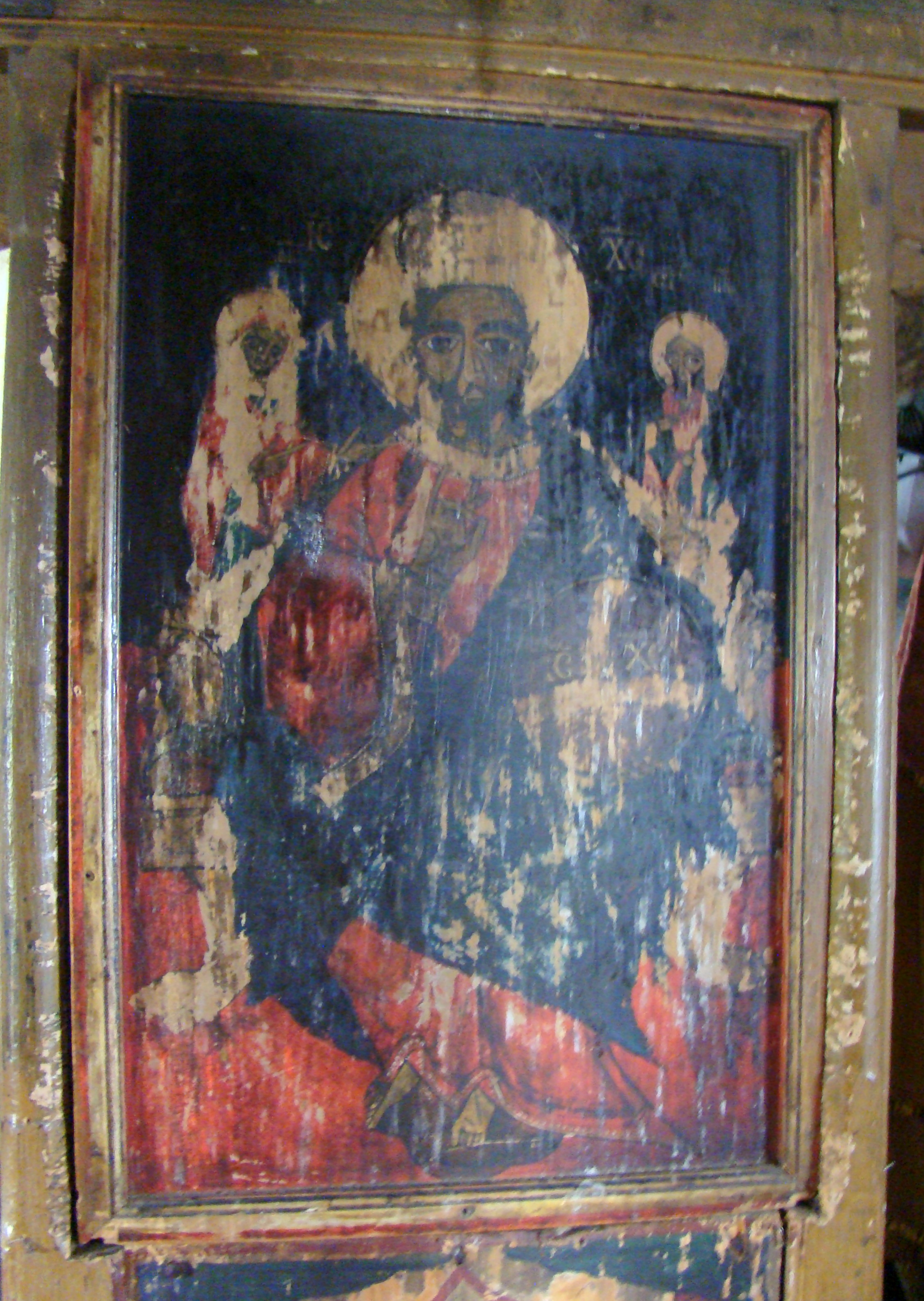
Icoana Mântuitorului
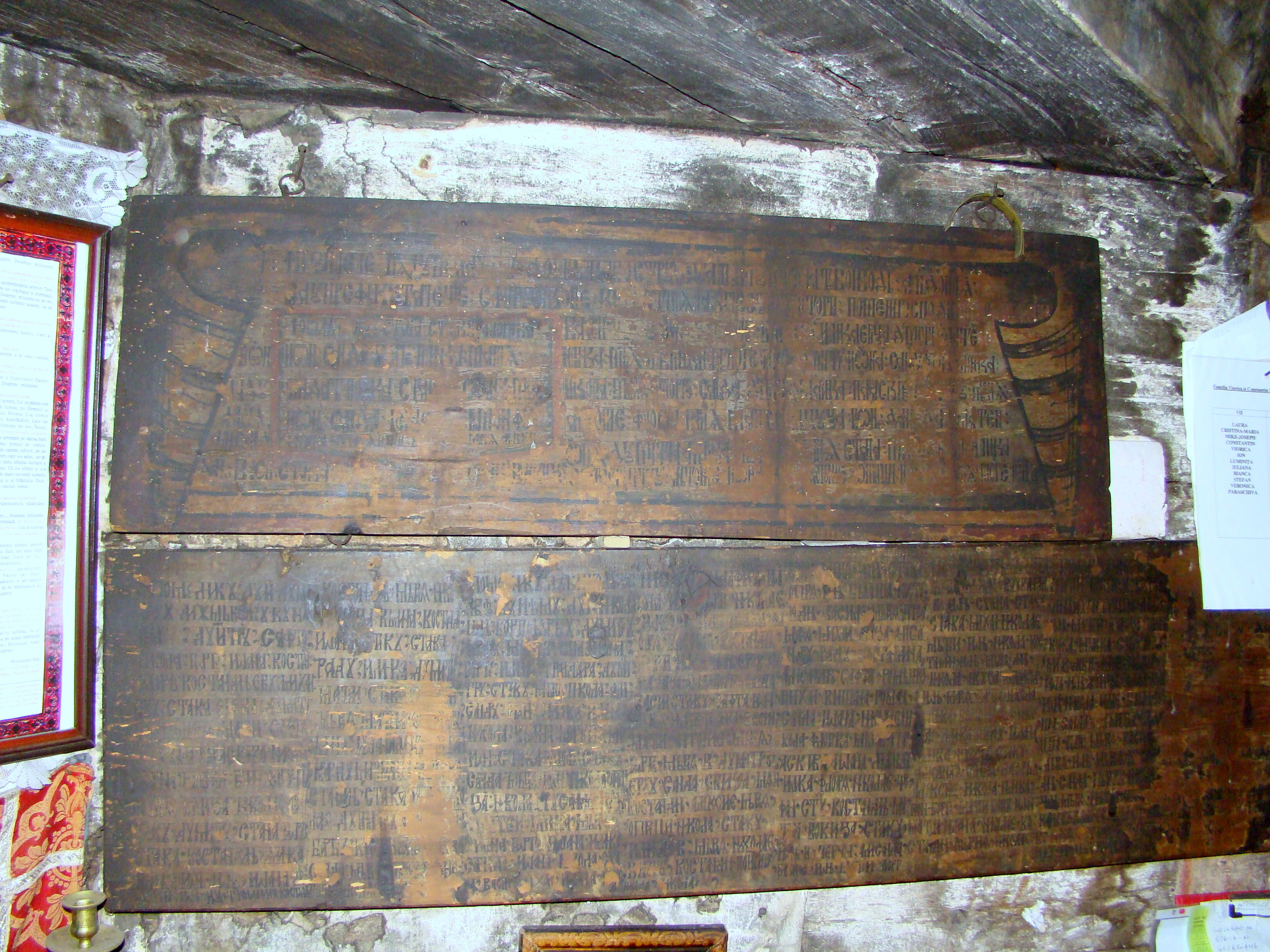
Pomelnicul ctitorilor
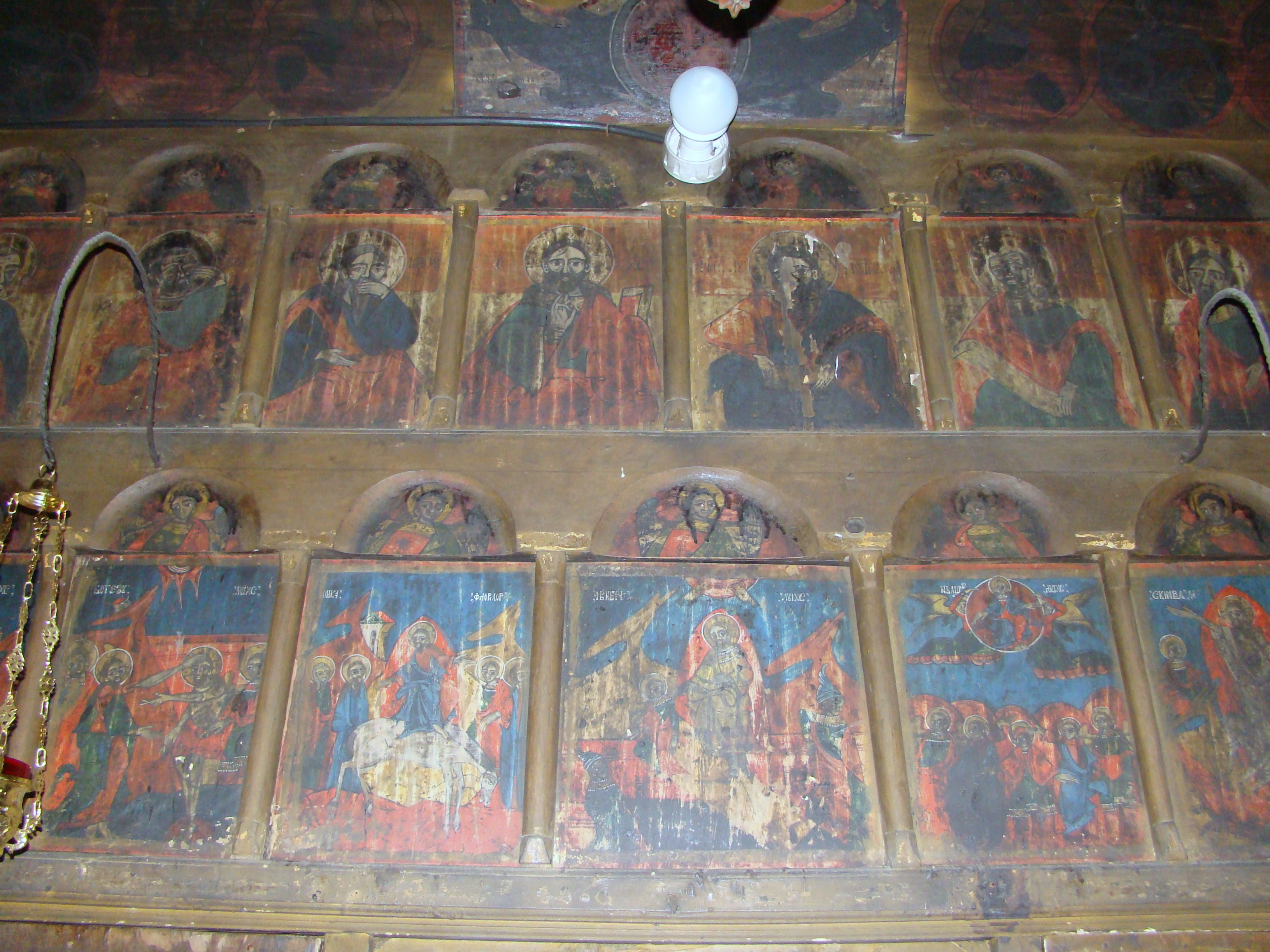
Catapeteasma (detaliu)
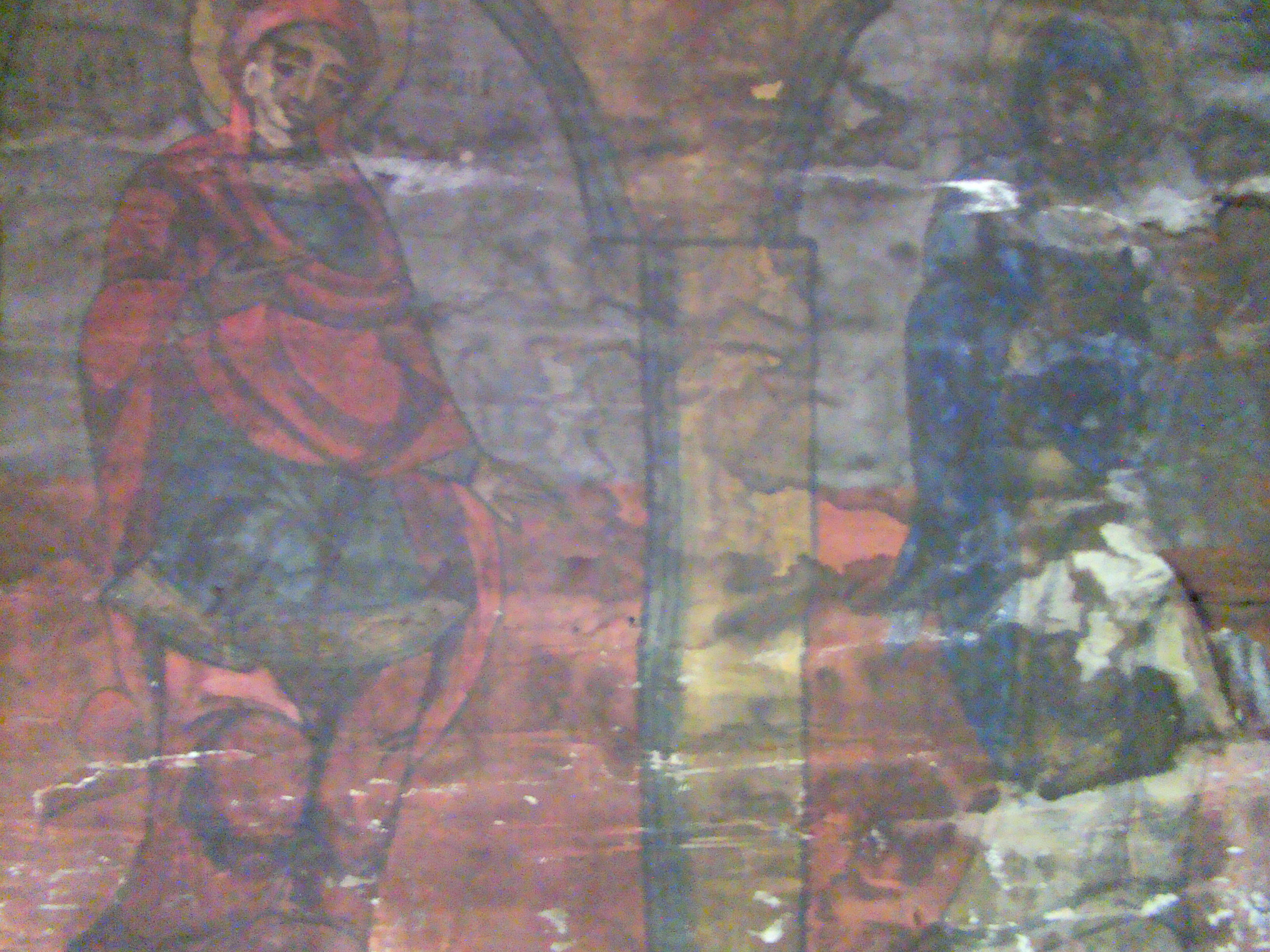
Pictură parietală
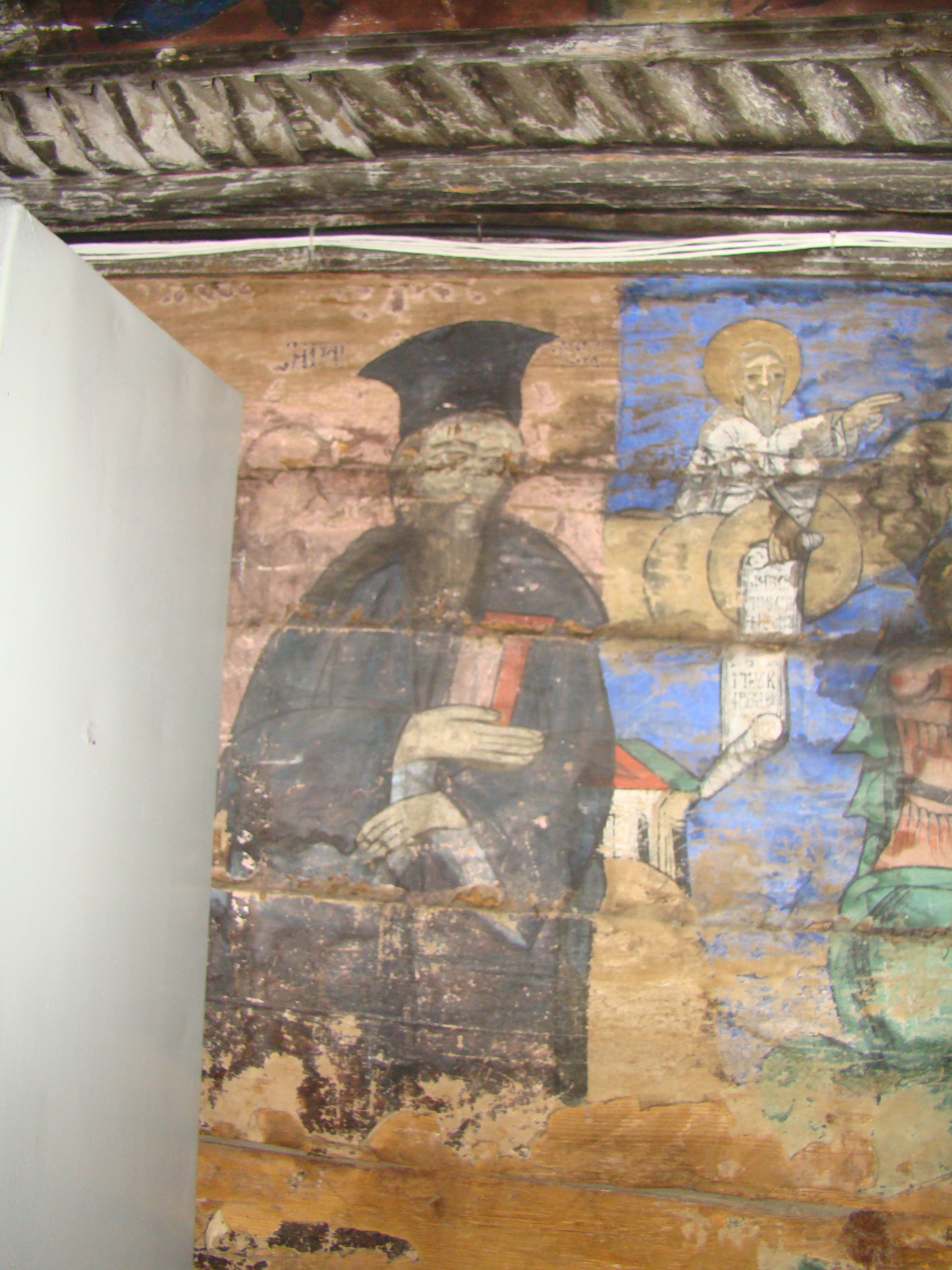
Pictura pronaosului, latura de nord